# Miraj Khalid
Malik Miraj (Meraj) Khalid (Urdu ملک معراج خالد‎; * 20. September 1916 in Dera Chahal in der Nähe von Lahore, Punjab (Pakistan); † 13. Juni 2003 in Lahore) war ein pakistanischer Politiker.

## Biografie
Khalid, der nach einem Studium der Rechtswissenschaften am Islamischen College von Lahore seit 1948 als Rechtsanwalt tätig war, begann sein politisches Engagement in der linksgerichteten Bewegung für Afroasiatische Solidarität (Movement of Afro-Asian Solidarity) und nahm als deren Vertreter und Generalsekretär der pakistanischen Delegation an einer Solidaritätskonferenz afrikanischer, amerikanischer und asiatischer Staaten 1966 in Havanna teil. 1965 wurde er zum Mitglied des Parlaments von Westpakistan gewählt.
Ein Jahr nach der Gründung durch Zulfikar Ali Bhutto trat er 1968 der Pakistanischen Volkspartei (PPP) bei und wurde deren Vorsitzender in Lahore. 1970 folgte seine erstmalige Wahl zum Abgeordneten der Nationalversammlung. Im Dezember 1971 wurde er von Präsident Bhutto zum Minister für Ernährung, Landwirtschaft und unterentwickelte Gebiete in dessen Kabinett berufen. Zwischen November 1972 und 1973 war er nicht nur Chefminister der Provinz Punjab, sondern auch Verantwortlicher im Vorstand der PPP für Parlamentsangelegenheiten. 1975 ernannte ihn Bhutto schließlich zum Minister für Soziale Wohlfahrt, Lokale Verwaltung und Ländliche Entwicklung. 1977 war er für einige Zeit Sprecher der Nationalversammlung (National Assembly). Nach der Hinrichtung von Zulfikar Ali Bhutto 1979 wurde er zum Mitglied des Zentralkomitees der PPP gewählt und hatte dieses Amt bis 1988 inne.
Zur Zeit der ersten Regierung von Bhuttos Tochter, Benazir Bhutto, war er von 1988 bis 1990 war er erneut Sprecher der Nationalversammlung und damit auch zum Zeitpunkt von deren Entlassung durch Präsident Ghulam Ishaq Khan 1990. 1993 scheiterte er bei der Nominierung für die Kandidatenliste der PPP für die Wahlen im Oktober 1993, die zur zweiten Regierung unter Premierministerin Bhutto führten. Anschließend wurde er jedoch zum Rektor der Internationalen Islamischen Universität Islamabad berufen. In dieser Position zog er sich zunehmend aus der aktiven Politik zurück, wurde jedoch andererseits 1996 zu einem Kritiker der Regierung Bhutto.
Nachdem Präsident Faruk Ahmad Khan Leghari Premierministerin Bhutto am 5. November 1996 wegen Vorwürfen der Korruption und Misswirtschaft entließ, wurde Khalid von diesem noch in der gleichen Nacht zum Premierminister einer Übergangsregierung (Caretaker Government) ernannt. Nach der Auflösung des Parlaments versprach er freie und faire Wahlen im Februar 1997.
Am 17. Februar 1997 folgte ihm Nawaz Sharif als Premierminister.